# Буцковский, Николай Андреевич
Николай Андреевич Буцковский (1811, Санкт-Петербург — 1873, Санкт-петербург) — русский юрист-правовед, один из отцов судебной реформы Александра II. Тайный советник; сенатор. Брат генералов Александра и Михаила Буцковских.

## Биография
Родился в 1811 году в Санкт-Петербурге. Получил домашнее образование.
В 1828 году определился на службу в кондукторскую роту Главного инженерного училища. В 1831 году выдержал первый офицерский экзамен, а в 1833 году, окончив полный курс наук в офицерских классах инженерного училища, поступил на службу в Петербургскую инженерную команду.
В период с 1836 по 1839 год был классным надзирателем в Гатчинском воспитательном доме (впоследствии Сиротский институт), а также преподавал в этом заведении математику и бухгалтерию.
В декабре 1839 года Буцковский перешёл в судебное ведомство, в котором и оставался до своей смерти. Службу здесь он начал канцелярским чиновником без жалованья. Без специального юридического образования, он решил восполнить этот пробел, дать себе теоретическую подготовку к более широкой деятельности на юридическом поприще, и с этою целью усердно принялся за изучение французской, а отчасти немецкой и английской юридической литературы. Спустя девять лет он достиг должности начальника отделения.
В 1849 году Буцковский стал обер-прокурором одного из департаментов Сената и, пользуясь представившеюся ему возможностью, хорошо изучил уголовную практику. С 1851 по 1853 год он занимал должность вице-директора департамента министерства юстиции. В 1853 году был переведён в Москву, на должность обер-прокурора, сначала 6-го и 7-го департаментов, а позже — общего собрания московских департаментов Сената; 27 июля 1857 года был произведён в действительные статские советники.
С возникновением работ по подготовке судебной реформы, Буцковский в 1861 году был прикомандирован к государственной канцелярии «для производства работ по преобразованию судебной части»; в то же время он был назначен участвовать в комитете, при II Отделении Собственной Е. И. В. Канцелярии, для обсуждения вопроса об отмене телесных наказаний. Деятельность Буцковского в комиссии, которая составляла проект судебных уставов, была весьма обширна. В качестве председателя уголовного отделения, он участвовал в редактировании текста статей устава, а также в составлении пространной объяснительной записки к нему. Особенно горячо отстаивал Буцковский суд присяжных. Записка его «Об основных началах уголовного судопроизводства», излагая сущность суда присяжных, в то же время доказывала не только возможность, но и необходимость введения его в России.
В 1864 году он был командирован за границу для ознакомления с Европейским судоустройством. По возвращении, в феврале 1865 года он был назначен в учреждённую под председательством статс-секретаря В. П. Буткова комиссию для составления проекта законоположений о введении в действие судебных уставов. Наряду с участием в этой комиссии, Буцковский с 1 января 1865 года присутствовал в Сенате, сначала в 5-м департаменте, а с 1 января 1866 года — в уголовном кассационном. Здесь он немало содействовал упрочению в судебной практике начал, внесённых в неё новыми уставами.
При обширности и разнообразии своей практической деятельности, Буцковский находил время и для научно-литературных работ по своей специальности, занимающих видное место в русской юридической литературе. Незадолго до своей смерти Буцковский приготовил к печати сборник своих статей, напечатанных раньше в разных изданиях; сборник этот вышел в свет лишь после его смерти в 1874 году.
Своё состояние, достигавшее суммы 50000 руб., Буцковский завещал обратить в фонд для первоначального пособия тем оправданным по суду, невинность которых окажется очевидной, а также тем осужденным, которые совершили преступление по несчастному для них стечению обстоятельств и, при оказанной своевременно помощи, могут получить возможность снова обратиться к честной жизни. Таким образом, Буцковский первый в России выдвинул на сцену вопрос о вознаграждении безвинно привлеченных к суду.
Скончался 25 сентября (7 октября) 1873 года. Был похоронен на городском кладбище в Павловске.

## Награды
- орден Св. Станислава 1-й степени (1859)
- орден Св. Анны 1-й степени (1861)
- орден Св. Владимира 2-й ст. (1864)
- орден Белого орла (1869)